# Glass Beach (Fort Bragg, Californie)
Pour les articles homonymes, voir Glass Beach.
Glass Beach est une plage située à Fort Bragg, en Californie, aux États-Unis. Cette plage est connue pour être abondante en verres de mer, créés par des années de déversement d'ordures dans la zone côtière située au nord de la ville, qui font désormais venir de nombreux touristes dans la région.

## Historique
Glass Beach (la plage de verre) est une plage exceptionnelle de Fort Bragg en Californie où le ressac a transformé une pollution d'origine humaine en phénomène singulier,. En effet, à partir de 1949, les habitants de la région ne disposant pas de décharge publique à proximité, déversent leurs déchets directement sur la plage et dans l'océan. Ainsi, épaves automobiles, appareils électroménagers hors d'usage et ordures ménagères s'entassent sur le rivage,,.
Au début des années 1960, le dépôt de produits toxiques est interdit puis, en 1967, le North Coast Water Quality Board fait définitivement fermer cette décharge sauvage. Si des campagnes de dépollution permettent d'éliminer les plus gros déchets, les débris de verre de mer qui jonchent la côte ne peuvent être enlevés faute de solution technique,,. 
Sous l'action du ressac, ces morceaux de verre se sont transformés en galets de verre poli et le sable de la plage entièrement remplacé par un lit de galets multicolores. Propriété du California Department of Parks and Recreation, les environs sont désormais une zone protégée  rattachée au parc régional MacKerricher. Trois autres « plages de verre » sont recensées, à Benicia en Californie, dans la baie hawaïenne de Hanapepe et dans la baie de Guantánamo au sud-est de Cuba,.

## Tourisme
Glass Beach, qui participe à la sensibilisation écologique, attire désormais énormément de touristes dans un environnement original. De nombreuses personnes se rendent à la plage pour chercher du verre poli bien que cette pratique soit interdite ;  des panneaux indicateurs avertissent qu'il est interdit de retirer du verre,.

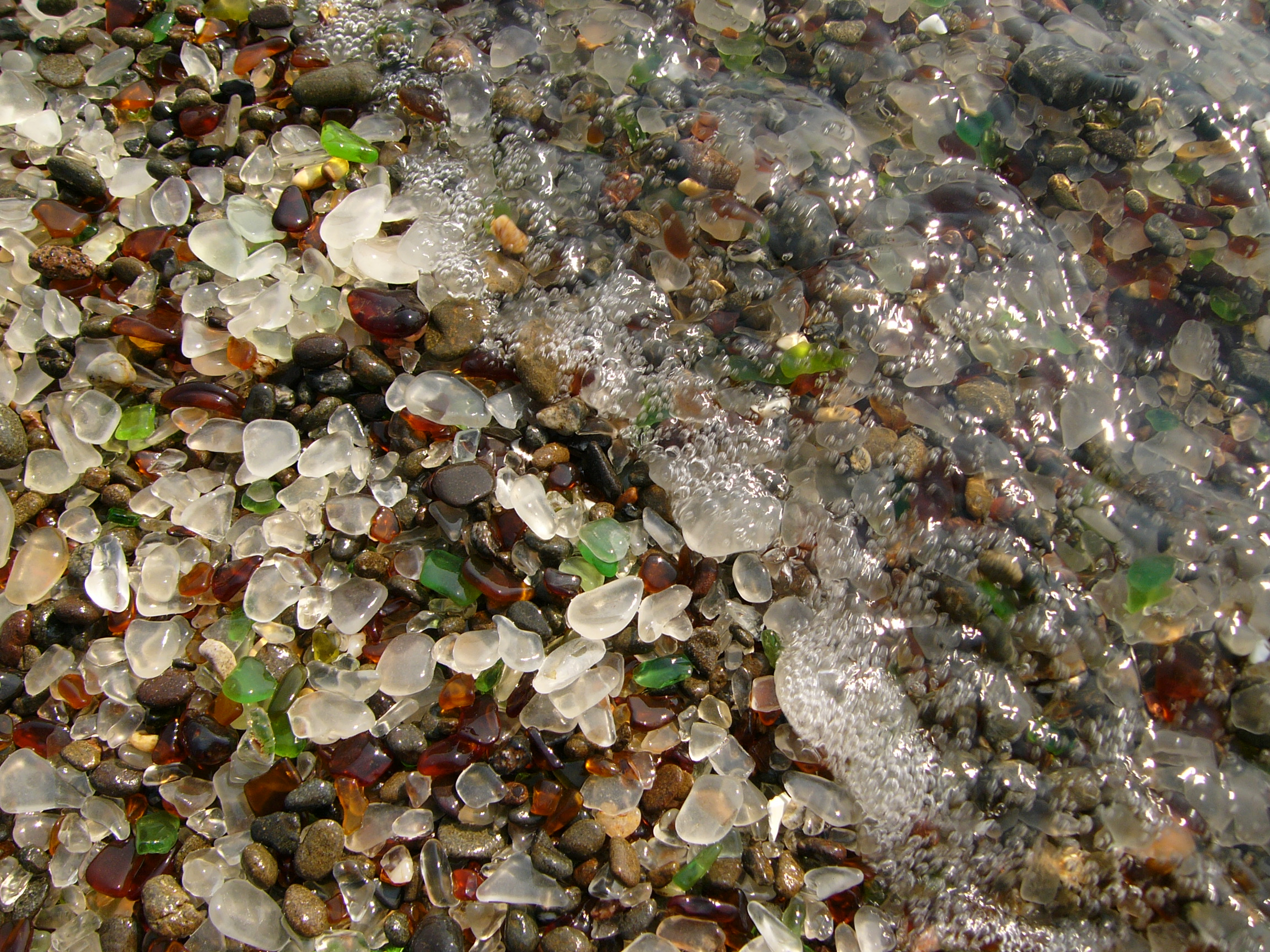
Une vague de faible importance recouvrant les verres de mer sur la plage.
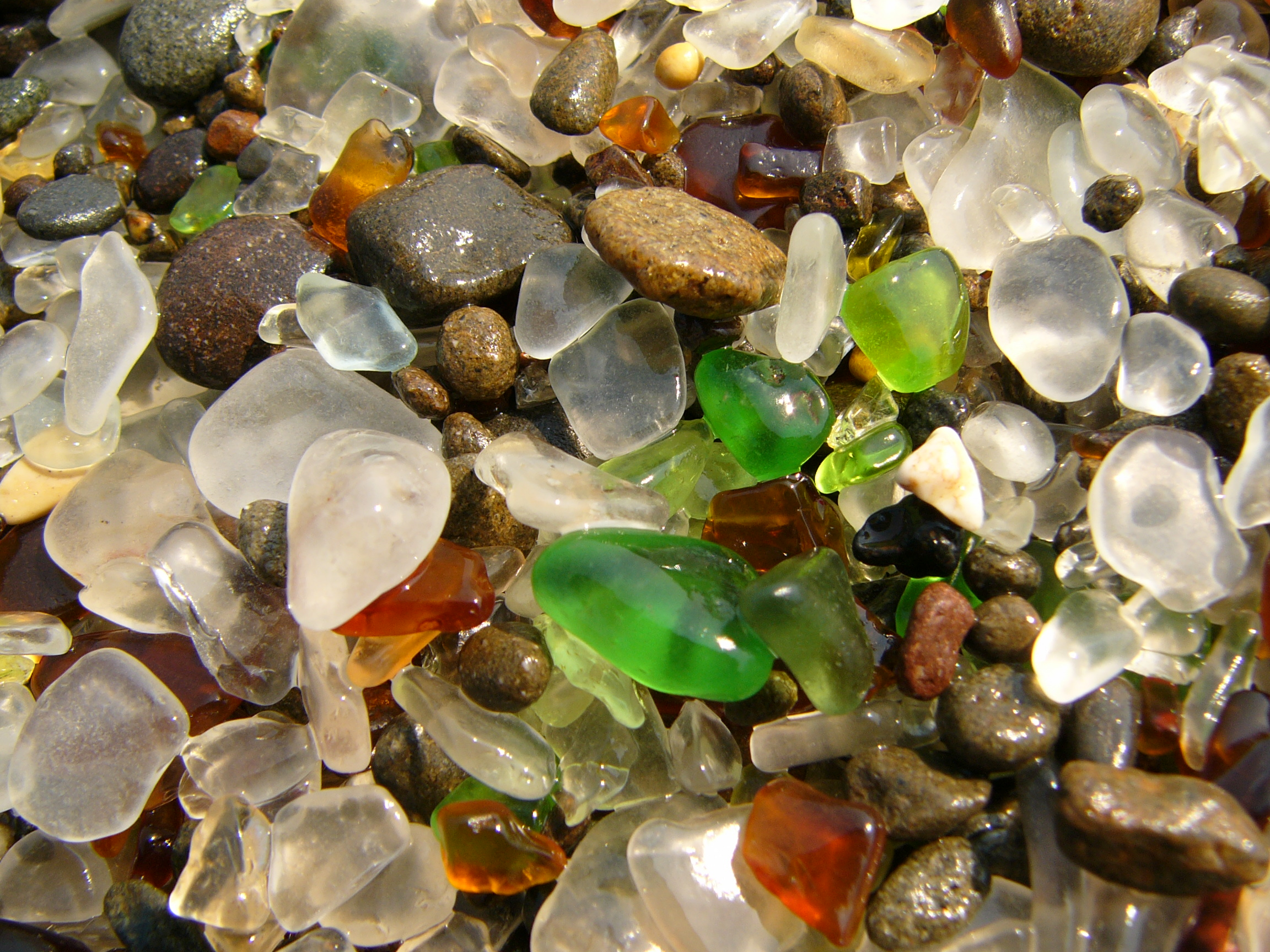
Verres de mer